# Servicio Voluntario Damas Rosadas
Servicio Voluntario Damas Rosadas, también conocido como Damas Rosadas es un organización sin ánimo de lucro de servicio voluntario uruguayo. 
Las Damas Rosadas se rigen por estatutos y reglamentos con un manual propio. Es una asociación civil con personalidad jurídica, apolítica y arreligiosa, que trabaja de manera organizada.

## Historia
Fue creado oficialmente el 8 de abril de 1970 en el Hospital de Clínicas por iniciativa de nueve señoras de querían contribuir con su tiempo, paciencia y amor a elevar la calidad del servicio que se le brinda a al paciente, complementando así la labor con el personal de salud. Está fundada por iniciativa de esposas de médicos del hospital y mujeres de la de la organización judía B'nai B'rith Uruguay. Con orientación asistencialista, su cometido es el de prestar ayuda a los enfermos del hospital. Damas Rosadas organiza seminarios y talleres internos, para así revitalizar el grupo y conseguir superación. Para ser parte de la agrupación se debe pasar una entrevista, tener entre 25 y 65 años y un compromiso mínimo de tiempo de cuatro horas semanales. Desde su creación el aspirante voluntarias debe concurrir a cursos de capacitación obligatorios de 10 clases de duración. El su uniforme es una túnica rosa y una pechera azul (para que no se vieran alhajas). Sus voluntarias son exclusivamente de mujeres.
Existe también la agrupación Damas rosadas  argentinas.
Damas Rosadas recibió el Premio Morosoli en 2019.
Su directora en 2021 es Milca Ferreiro.